# Mesa de la Yerba
Mesa de la Yerba är en ort i Mexiko.   Den ligger i kommunen Acajete och delstaten Veracruz, i den sydöstra delen av landet, 220 km öster om huvudstaden Mexico City. Mesa de la Yerba ligger 2 015 meter över havet och antalet invånare är 398.
Terrängen runt Mesa de la Yerba är huvudsakligen kuperad, men åt sydväst är den bergig. Terrängen runt Mesa de la Yerba sluttar brant österut. Runt Mesa de la Yerba är det ganska tätbefolkat, med 172 invånare per kvadratkilometer. Närmaste större samhälle är Xalapa, 10,7 km öster om Mesa de la Yerba. Omgivningarna runt Mesa de la Yerba är en mosaik av jordbruksmark och naturlig växtlighet.